# La Chapelle-Saint-Aubin
La Chapelle-Saint-Aubin là một xã thuộc tỉnh Sarthe trong vùng Pays-de-la-Loire tây bắc nước Pháp. Xã này nằm ở khu vực có độ cao từ 42-128 mét trên mực nước biển.